# 米德韋 (阿肯色州李縣)
米德韋（英語：Midway）是位於美國阿肯色州李縣的一個非建制地區。該地的面積和人口皆未知。

## 地理
米德韋的座標為34°53′36″N 90°27′15″W / 34.89333°N 90.45417°W，而該地的平均海拔高度為61米（即200英尺）。